# Женска ватерполо репрезентација Србије
Женска ватерполо репрезентација Србије представља Србију на међународним женским ватерполо такмичењима. Налази се под контролом Ватерполо савеза Србије.
Такмичи се под овим именом од 2006. године, раније је била део репрезентације СФР Југославије до 1991, а затим СР Југославије до 2003. и Србије и Црне Горе до раздвајања Србије и Црне Горе 2006. Играло се под разним именима:
- 1945–1991.  СФР Југославија
- 1992–2003.  СР Југославија
- 2003–2006.  Србија и Црна Гора
- 2006–  Србија

## Резултати на међународним такмичењима

### Олимпијске игре
- 2000. – Није учествовала
- 2004. – Није учествовала
- 2008. – Није учествовала
- 2012. – Није учествовала
- 2016. – Није учествовала
- 2020. – Није учествовала

### Олимпијски турнир
- 1996. – Није учествовала

### Светско првенство
- 1994. – Није учествовала
- 1998. – Није учествовала
- 2001. – Није учествовала
- 2003. – Није учествовала
- 2005. – Није учествовала
- 2007. – Није учествовала
- 2009. – Није учествовала
- 2011. – Није учествовала
- 2013. – Није учествовала
- 2015. – Није учествовала
- 2017. – Није учествовала

### Европско првенство
| Европско првенство | Пласман          | Пласман          | ИГ               | П                | Н                | И                | ГД               | ГП               | ГР               |
| ------------------ | ---------------- | ---------------- | ---------------- | ---------------- | ---------------- | ---------------- | ---------------- | ---------------- | ---------------- |
| 1985 - 1995.       | Није учествовала | Није учествовала | Није учествовала | Није учествовала | Није учествовала | Није учествовала | Није учествовала | Није учествовала | Није учествовала |
| Севиља 1997.       | Групна фаза      | 9. место         | 6                | 2                | 0                | 4                | 29               | 54               | -25              |
| 1999 - 2003.       | Није учествовала | Није учествовала | Није учествовала | Није учествовала | Није учествовала | Није учествовала | Није учествовала | Није учествовала | Није учествовала |
| Београд 2006.      | Групна фаза      | 8. место         | 4                | 0                | 0                | 4                | 20               | 70               | -50              |
| 2008 - 2014.       | Није учествовала | Није учествовала | Није учествовала | Није учествовала | Није учествовала | Није учествовала | Није учествовала | Није учествовала | Није учествовала |
| Београд 2016.      | Групна фаза      | 9. место         | 6                | 2                | 0                | 4                | 45               | 71               | -26              |
| Барселона 2018.    | Групна фаза      | 9. место         | 6                | 2                | 0                | 4                | 33               | 96               | -63              |
| Будимпешта 2020.   | Групна фаза      | 12. место        | 6                | 0                | 0                | 6                | 32               | 110              | -78              |
| Сплит 2022.        | Групна фаза      | 9. место         | 6                | 2                | 0                | 4                | 49               | 100              | -51              |
| Ајндховен 2024.    | Осмина финала    | 10. место        | 6                | 4                | 0                | 2                | 75               | 49               | +26              |
| Укупно             | 7/20             | 8. место         | 40               | 12               | 0                | 28               | 283              | 550              | -267             |

### Светска лига
- 2004. – Није учествовала
- 2005. – Није учествовала
- 2006. – Није учествовала
- 2007. – Није учествовала
- 2008. – Није учествовала
- 2009. – Није учествовала
- 2010. – Није учествовала
- 2011. – Није учествовала

### Светски куп
- 1993. – Није учествовала
- 1995. – Није учествовала
- 1997. – Није учествовала
- 1999. – Није учествовала
- 2002. – Није учествовала
- 2006. – Није учествовала
- 2010. – Није учествовала

### Европске игре
- 2015. – 9. место